# Giovanni Nannini
Giovanni Nannini (Firenze, 16 gennaio 1921 – Firenze, 28 marzo 2011) è stato un attore italiano.

## Biografia
Brillante caratterista toscano, debuttò in teatro alla fine degli anni Quaranta nella compagnia di Raffaello Niccoli, insieme a Nella Barbieri, Cesarina Cecconi, Renzo Biagiotti e Marisa Fabbri. Come attore di teatro in vernacolo mise in scena, nel 1991, la maschera fiorentina di Stenterello.
Come attore cinematografico esordì in Totò cerca pace del 1954, girato a Firenze, dove fu scelto per il ruolo dell'avido nipote del protagonista, interpretato da Totò. Ebbe poi ruoli secondari, ma di grande efficacia, in diverse pellicole: Ad ovest di Paperino con i Giancattivi nella parte di Belvedere, un cliente del bar con problemi di vista; il barista in Madonna che silenzio c'è stasera di Francesco Nuti, con cui nel 1988 recitò anche in Caruso Pascoski di padre polacco. Fu il sagrestano in Un tè con Mussolini di Franco Zeffirelli, il prete don Valdemaro in Berlinguer ti voglio bene con Roberto Benigni  e il custode del cimitero in Amici miei - Atto IIº di Mario Monicelli. L'ultimo film a cui partecipò, all'età di 88 anni, fu Piove sul bagnato, di Andrea Bruno Savelli e Andrea Muzzi.
Morì per cause naturali a 90 anni.

## Filmografia
- Totò cerca pace, regia di Mario Mattòli (1954)
- Le ragazze di San Frediano, regia di Valerio Zurlini (1954)
- Berlinguer ti voglio bene, regia di Giuseppe Bertolucci (1977)
- Anche i ladri hanno un santo, regia di Giampiero Tartagni (1981)
- Ad ovest di Paperino, regia di Alessandro Benvenuti (1982)
- Madonna che silenzio c'è stasera, regia di Maurizio Ponzi (1982)
- Amici miei - Atto IIº, regia di Mario Monicelli (1982)
- Caruso Pascoski di padre polacco, regia di Francesco Nuti (1988)
- Un tè con Mussolini, regia di Franco Zeffirelli (1999)
- Piove sul bagnato, regia di Andrea Muzzi e Andrea Bruno Savelli (2009)

## Omaggi
- A memoria di Giovanni Nannini in Firenze, via Borghini 9, nel 2012 è stata apposta una targa.